# Ковінгтон Тауншип (округ Тайога, Пенсільванія)
Ковінгтон Тауншип (англ. Covington Township) — селище (англ. township) в США, в окрузі Тайога штату Пенсільванія. Населення — 1032 особи (2020).

## Демографія
Згідно з переписом 2010 року, у селищі мешкали 1022 особи в 397 домогосподарствах у складі 300 родин. Було 588 помешкань
Расовий склад населення:
| - 98,6 % — білих - 0,4 % — чорних або афроамериканців - 0,3 % — азіатів - 0,2 % — корінних американців |

До двох чи більше рас належало 0,5 %. Частка іспаномовних становила 0,6 % від усіх жителів.
За віковим діапазоном населення розподілялося таким чином: 21,7 % — особи молодші 18 років, 59,8 % — особи у віці 18—64 років, 18,5 % — особи у віці 65 років та старші. Медіана віку мешканця становила 44,6 року. На 100 осіб жіночої статі у селищі припадало 102,4 чоловіків;  на 100 жінок у віці від 18 років та старших — 101,5 чоловіків також старших 18 років.
Середній дохід на одне домашнє господарство  становив 58 140 доларів США (медіана — 49 716), а середній дохід на одну сім'ю — 57 672 долари (медіана — 50 139). Медіана доходів становила 40 972 долари для чоловіків та 30 000 доларів для жінок. За межею бідності перебувало 13,0 % осіб, у тому числі 23,9 % дітей у віці до 18 років та 7,6 % осіб у віці 65 років та старших.
Цивільне працевлаштоване населення становило 442 особи. Основні галузі зайнятості: роздрібна торгівля — 21,7 %, освіта, охорона здоров'я та соціальна допомога — 15,2 %, науковці, спеціалісти, менеджери — 14,3 %.